# Muhammad X. (Granada)
Muhammad X. (arabisch محمد العاشر, DMG Muḥammad al-ʿāšir, genannt auf Arabisch al-Ahnaf الأحنف, DMG al-Aḥnaf ‚der mit dem verkrümmten Fuß‘, bzw. auf Spanisch El cojo - „der Lahme“, geboren um 1415; gestorben um 1454) war Emir von Granada von Januar bis Juni 1445 sowie von 1446 bis 1447.
Muhammads X. Regierungszeit fällt in eine Phase großer Wirrnis im Nasridenreich, und die wenigen Informationen über diesen Herrscher stammen zumeist aus zweiter Hand, nämlich aus christlichen Quellen. Die Quellenlage ist so dünn, dass manche Forscher die Existenz Muhammads gänzlich in Zweifel ziehen.
Sicher ist, dass Muhammad IX. Anfang 1445 während des Bürgerkriegs zwischen den Sippen der Abencerrajes und der Banigash gestürzt wurde. Sein Neffe Muhammad al-Ahraf, der zuvor Statthalter von Almería war und durch militärische Erfolge Popularität erlangt hatte, führte den Staatsstreich an. Allerdings unterstützen die ihm feindlich gesinnten Abencerrajes schon bald Yusuf V., der Mitte 1445 zum neuen Emir ausgerufen wurde. 
Nachdem Yusuf V. wegen eines Bündnisses mit dem kastilischen König Juan II. gestürzt worden war, gelang es der Sippe der Banigash Muhammad X. erneut als Herrscher des Nasridenreiches durchzusetzen. Dieser konnte aber nicht die Gegnerschaft der Abencerrajes überwinden, so dass er schon 1447 von Muhammad IX. mit deren Unterstützung entmachtet werden konnte.